# West Coast Shoe Company
 (juillet 2020).
Si vous disposez d'ouvrages ou d'articles de référence ou si vous connaissez des sites web de qualité traitant du thème abordé ici, merci de compléter l'article en donnant les références utiles à sa vérifiabilité et en les liant à la section « Notes et références ».

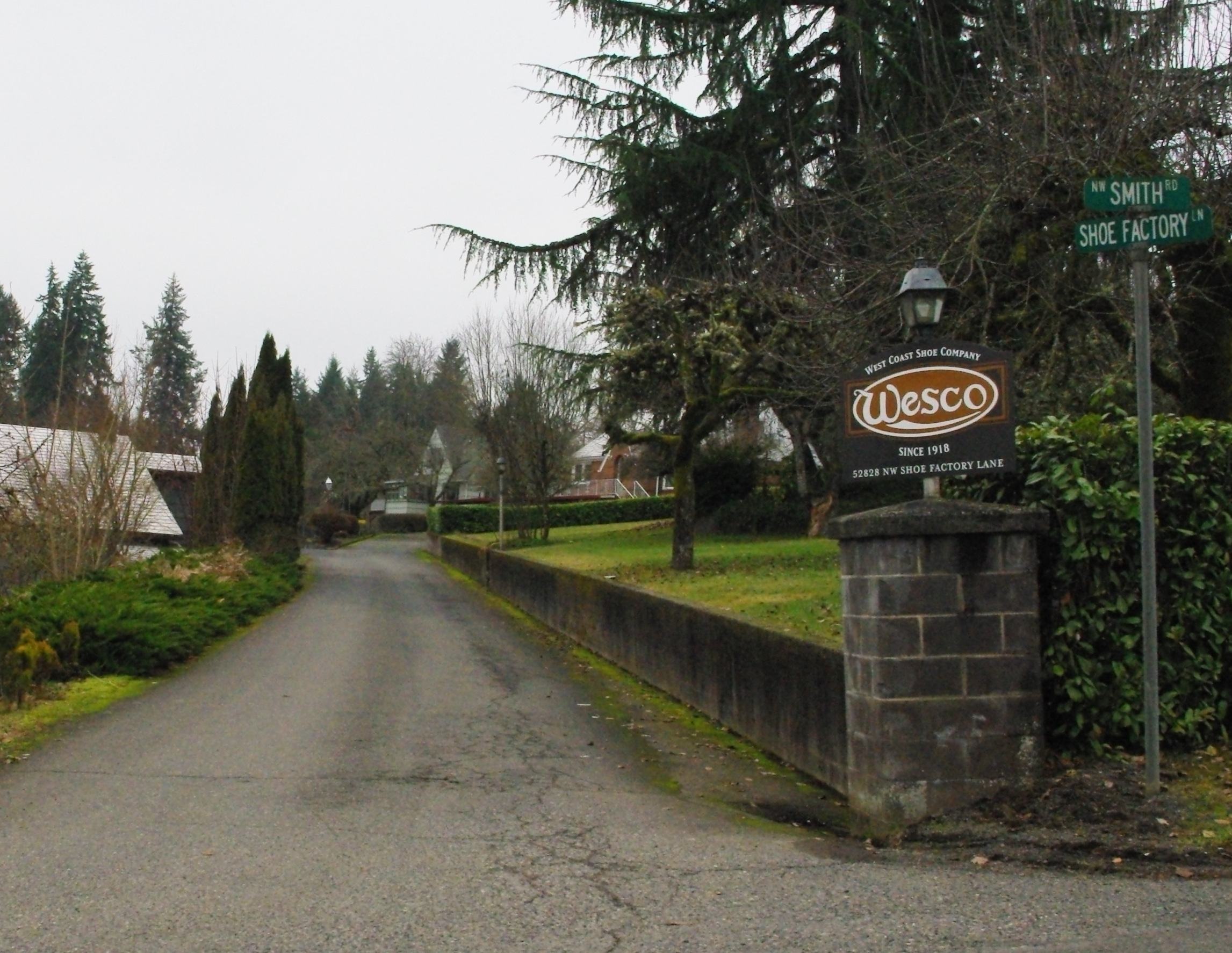
Route d'entrée au siège

West Coast Shoe Company, communément appelée Wesco, est un fabricant américain de bottes pour hommes et femmes basé à Scappoose dans l'Oregon. L'entreprise fondée en 1918 fabrique toujours toutes ses bottes aux États-Unis. Wesco est connu pour la qualité de fabrication de ses bottes de travail particulièrement robustes. Ces chaussures sont utilisées entre autres par les monteurs de ligne, les bûcherons, les pompiers forestiers et les motards. 

## Origines
Wesco est l'abréviation de West Coast Shoe Company. C'est une marque de bottes de travail appelée "King of Boots" avec ces white boots. Ces bottes de travail fabriquées à la main et produites en suivant 155 étapes, ont attiré des travailleurs qui avaient besoin de bottes robustes comme les bûcherons. Aujourd'hui, en tant que chaussure à la mode, la marque a gagné un énorme soutien de la part des motards et des fans occasionnels américains. Comme pour les bottes Whites, les clients peuvent également faire fabriquer des chaussures sur mesure et créer leur propre modèle. 
Les Jobmaster et Boss sont deux modèles particulièrement connus et appréciés. Wesco a été le premier fabricant de chaussures à adopter une tige en acier attachée à l'arche de la semelle pour éviter la perte de forme et réduire la fatigue. 

## Histoire
Wesco fut fondé en 1918 par John Henry Shoemaker, un nom prédestiné. Durant les première années les fabricants de bottes artisanales, principalement des bottes de bûcheron, augmentèrent progressivement leur activité, mais commencèrent à fermer en raison de la Grande Dépression de 1929. Shoemaker ayant tout perdu en Oregon dans la ville de Scappoose, décida de redémarrer un atelier de bottes avec sa famille. N'ayant à l'époque pas les moyens d'embaucher un bottier, sa femme et ses six enfants commencèrent à travailler ensemble pour fabriquer des bottes. Shoemaker se rendait sur les sites des bûcherons et vendait ses bottes directement. À cette époque sa production était au mieux de 8 paires de chaussures par jour. Grâce aux efforts de sa famille, l'entreprise montra progressivement des signes de reprise. Plus tard, la Seconde Guerre mondiale éclata et la demande de bottes monta en flèche. Wesco fut engagé dans la production de bottes d'ingénieur pour les constructeurs navals de la côte ouest des États-Unis. Pays victorieux, les États-Unis retrouvèrent une économie en plein essor et les affaires de Wesco se développèrent en conséquence. À la mort du fondateur John Henry Shoemaker en 1961, ses fils reprirent la société et continuèrent de produire des bottes artisanales de haute qualité à Scappoose. 

## Modèles phares
- Jobmaster : ce nom a été donné à la chaussure car elle peut être utilisée pour différents travaux. C'est le modèle le plus populaire de Wesco et il est produit depuis 1938. Il existe différents versions personnalisables. L'empeigne est divisée en trois parties au niveau du laçage à partir de la trépointe. Ces bottes ont trois variations possibles de laçage : lace toe (laçage intégral), semi lace toe (demi laçage) et regular toe (laçage normal).
- Highliner : modèle pour lequel des spécifications telles que des patchs latéraux, des plaques latérales et des demi-glissières en cuir ont été ajoutées. Modèle produit depuis 1938 comme la Jobmaster.
- Timber : le plus ancien modèle Wesco est apprécié des bûcherons du monde entier depuis sa création en 1918. Les pointes sous la semelle extérieure sont caractéristiques.
- Packer : bottes à lacets à bout occidental ajoutées à la gamme en 1991. La forme convient pour les travaux agricoles et l'équitation.
- Boss : ces bottes d'ingénieur sont considérées comme les meilleures au monde dans le monde de la moto en raison de leur prix et de leur construction robuste. Wesco produit des bottes d'ingénieur depuis 1939, mais la Boss actuel est apparu à la fin des années 1990.
- Western Boss : bottes de travail de type Pecos qu'utilisaient les cow-boys.

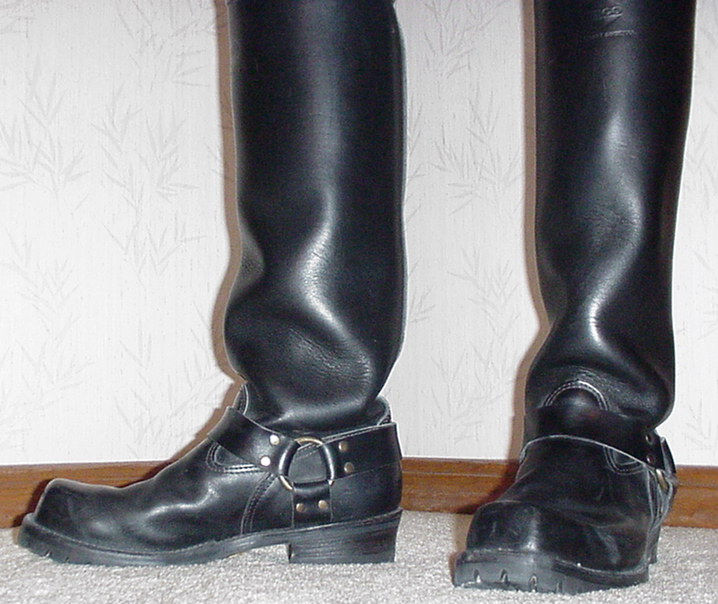
Wesco Harness

- Harness :Wesco Harnessbottes à anneaux en nickel attachés aux sangles de bottes de travail type Pecos.
- Big Boss : bottes faites dans le but de protéger tout le pied d'un motard, la hauteur de la tige s'étendant jusqu'aux cuisses.
- Motorcycle Patrol : modèle adopté par de nombreux services de police pour les agents à moto aux États-Unis. Il est doté d'un cuir imperméable et d'un talon bas pour des raisons de sécurité.
- Firestormer : modèle créé pour les pompiers (pompiers forestiers) ajouté à la gamme depuis 2003. Les matériaux utilisés comme le cuir, les lacets, les semelles et les doublures sont très résistants au feu et à l'eau. Ce modèle résiste à une température de 246°C pendant 40 minutes.
- John Henry's Classics : premières bottes basses à lacets dont le nom du modèle porte le nom du fondateur. A rejoint la gamme en 2002. À l'origine ce sont des bottes portées pour des travaux pénibles en extérieur.
- Roméo : produites de 1976 à 2002, elle étaient les bottes à enfiler préférées du président de la troisième génération, Bob Shoemaker. En février 2015, l'ensemble du design a été revu et la gamme a de nouveau été reconduite.
- Dirt Master : modèle en série limitée utilisant de la peau de cheval pour une partie de la tige. Ce style de bottes était utilisé pour les courses de Dirt track des années 1930. Produite en commande spéciale par Wesco Japon pour commémorer le 90e anniversaire de la création de Wesco.